# Renaud Ridelle
Renaud Ridelle ou Renaud Ridel (mort après 1091), est un seigneur italo-normand de la seconde moitié du XIe siècle, duc de Gaète de 1084 (ou 1086) à sa mort.

## Biographie
Renaud est le fils et successeur de Godefroi Ridelle, duc de Gaète.
À une date inconnue, il épouse la fille du prince de Capoue, Jourdain Ier, mais ce mariage sera annulé par le pape Urbain II en 1088.
Après la mort de Sykelgaite de Salerne, duchesse d'Apulie et de Calabre (avril 1090), et celle du prince de Capoue (novembre 1090), une période de troubles s'ouvrit dans le sud de l'Italie. Dès janvier 1091, Renaud en profite pour attaquer le Mont-Cassin. Selon Pierre le Diacre, il sera forcé par le comte d'Aquino de restituer à Capoue ce qu'il a volé, peut-être sur l'intervention du pape Urbain II qui résidait alors dans cette ville. Peu après, il est chassé de Gaète par une révolte et doit partir se réfugier dans son château de Pontecorvo : les habitants de Gaète se choisissent alors un nouveau duc, un certain Landon.
Renaud meurt en 1091 ou peu après.[réf. nécessaire] Il laisse pour héritier un jeune fils, Gauvain, qui ne gouvernera jamais le duché de Gaète.